# Жовтобрюшка сіровола
Жовто́брюшка сіровола (Eremomela salvadorii) — вид горобцеподібних птахів родини тамікових (Cisticolidae). Мешкає в Центральній Африці. Раніше вважався конспецифічним зі світлобровою жовтобрюшкою. Вид названий на честь італійського орнітолога Томмазо Сальвадорі.

## Поширення і екологія
Сіроволі жовтобрюшки поширені в ДР Конго, Габоні, Анголі і Замбії. Вони живуть в сухих тропічних лісах і саванах.